# 海陵县 (越南)
海陵县（越南语：／）是越南广治省下辖的一个县。

## 地理
海陵县北接肇丰县和广治市社；南接顺化市丰田市社；西接达克容县；东接南中国海。

## 历史
2019年12月17日，海寿社和海陵市镇合并为延生市镇，海和社和海新社合并为海丰社，海永社和海春社合并为海兴社，海善社和海城社合并为海定社。
2024年11月14日，越南国会常务委员会通过决议，自2025年1月1日起，海桂社和海波社合并为海平社。

## 行政区划
海陵县下辖1市镇14社，县莅延生市镇。
- 延生市镇（Thị trấn Diên Sanh）
- 海安社（Xã Hải An）
- 海平社（Xã Hải Bình）
- 海政社（Xã Hải Chánh）
- 海阳社（Xã Hải Dương）
- 海定社（Xã Hải Định）
- 海兴社（Xã Hải Hưng）
- 海溪社（Xã Hải Khê）
- 海林社（Xã Hải Lâm）
- 海丰社（Xã Hải Phong）
- 海富社（Xã Hải Phú）
- 海归社（Xã Hải Quy）
- 海山社（Xã Hải Sơn）
- 海上社（Xã Hải Thượng）
- 海长社（Xã Hải Trường）